# Akaki (Etiopia)

Region Oromia w Etopii

Akaki – uereda w Etiopii, na południe od miasta Addis Abeba w regionie Oromia. Administracyjnym centrum woredy jest miasto Dukem.
Według spisu z 2007 r. woreda Akaki liczyła około 77,8 tys. mieszkańców (w tym miasta zamieszkiwało 6,6 tys. mieszkańców, tereny wiejskie 77,2 tys.).